# Marnière
Pour les articles homonymes, voir Marnières et La Grande Marnière.
Une marnière est une cavité anthropique creusée pour extraire de la craie. Les marnières sont particulièrement nombreuses en Haute-Normandie, et plus spécifiquement dans le pays de Caux.

## L'exploitation des marnières

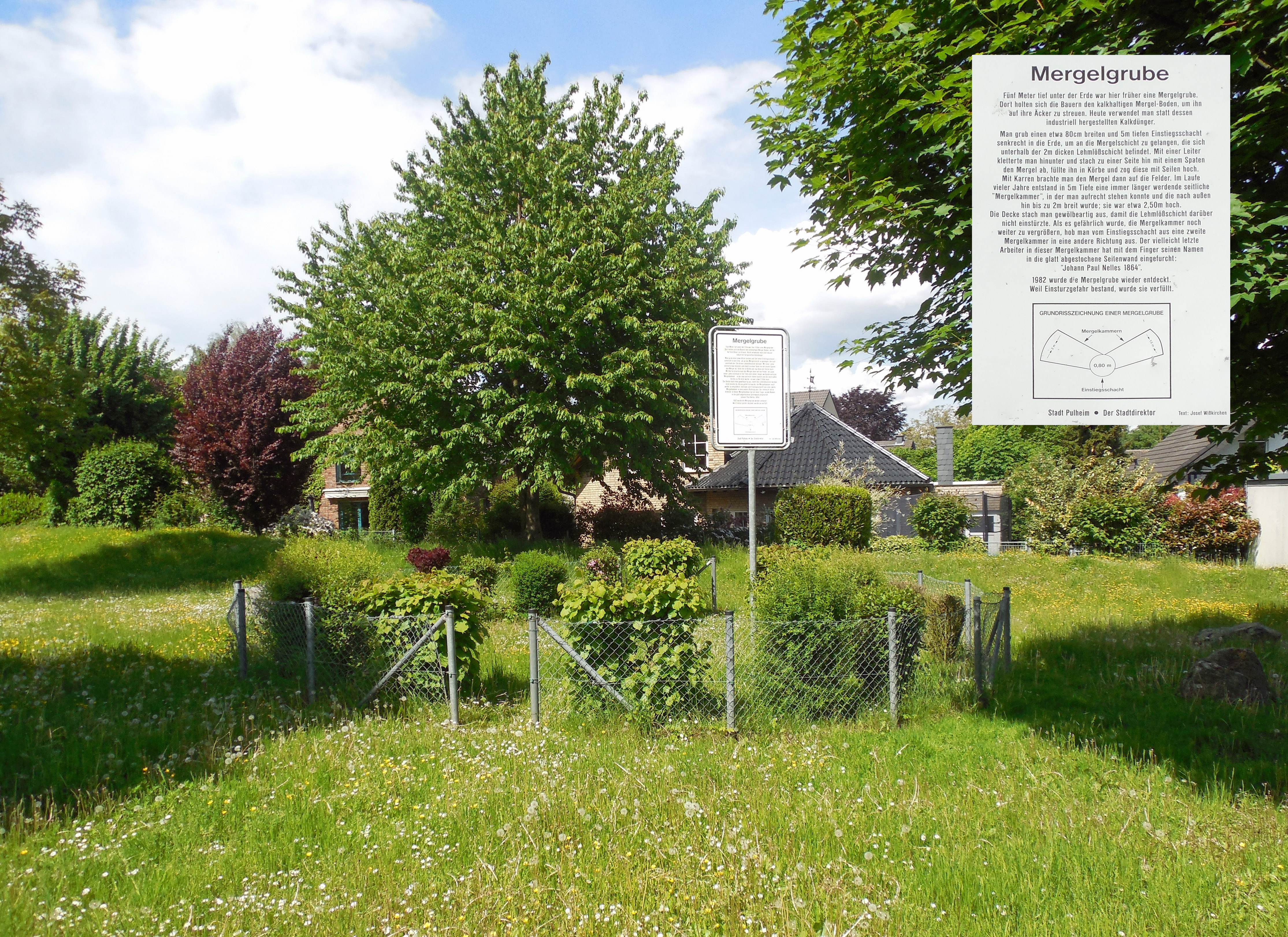
Une marnière comblée en Allemagne.

Les extractions de craie étaient destinées essentiellement à l'amendement des terres agricoles. Le mot marne est le terme utilisé pour désigner la craie tendre adaptée à cet usage en Normandie. C'est à partir du XIXe siècle que l'exploitation de marnières devient intensive. Le marnage fait augmenter le pH du sol et améliore la productivité céréalière. L'obligation de déclarer une exploitation intervient en 1853 mais aucune norme d'extraction n'existe. Les inspecteurs du service des mines sont chargés de surveiller ces exploitations.
Il existe deux modes d'exploitation : le mode à ciel ouvert et le mode souterrain. Les exploitations souterraines accessibles par puits sont de loin les plus représentées en Normandie puisque les extractions devaient se situer à proximité des surfaces agricoles disposées sur les plateaux où la craie est en moyenne à 25 mètres de profondeur.

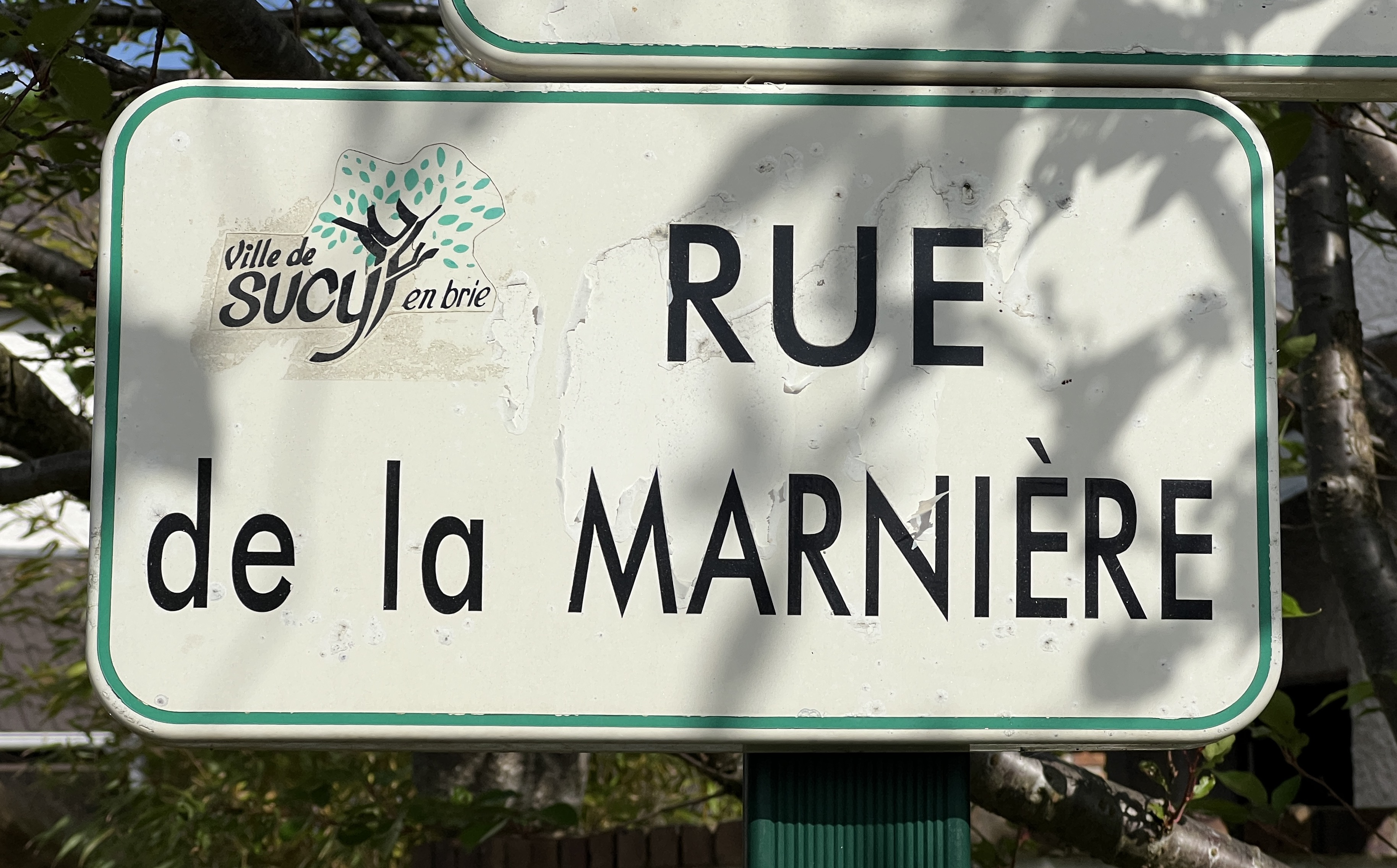
Les marnières alimentent l'odonymie des communes.

Généralement, les exploitations se situent entre 20 et 30 mètres sous la surface du terrain naturel sous un recouvrement de craie de 5 à 15 mètres. La hauteur des galeries correspond généralement à la hauteur exploitable par un ouvrier muni d'un pic, c'est-à-dire entre 2 et 3 mètres. La taille et la forme des exploitations souterraines sont très variables. En Seine-Maritime, le volume de vide est en moyenne 250 m3.
Il était beaucoup trop compliqué de combler une marnière après son exploitation. C'est pourquoi seul le puits était comblé sur sa totalité ou partiellement. Celui-ci était parfois signalé par un arbre isolé. Il arrivait que la tête de puits soit maçonnée par une voûte en pierres sèches ou en briques.

## Pays de Caux
C'est au XIXe siècle que les Cauchois ont creusé des centaines de puits dans les couches de craie du plateau afin d'exploiter les marnes situées en profondeur. Les puits mesurent entre 10 et 30 mètres et permettent de creuser des chambres et des galeries souterraines de 10 à 20 mètres de longueur et de 2 à 3 mètres de hauteur. Après usage elles ont été rebouchées, leurs emplacements étant seulement repérés par des arbres. Au fil du temps (et des remembrements), ces arbres généralement isolés au milieu des champs ont disparu et la mémoire du site avec eux.
Les phénomènes d'érosion et de dissolution conduisent quelquefois à des effondrements nommés fontis. Leurs conséquences sont particulièrement graves si des constructions ont été édifiées au-dessus.

## Littérature
Dans la nouvelle Pierrot publiée en 1882, Guy de Maupassant indique que les marnières sont les endroits où l'on jette les chiens dont on ne voulait plus.
Jean de la Varende, dans le recueil de nouvelles,  Les Manants du Roi , conte la chouannerie du Pays de Caux et de l'Ouche. Dans ce pays, les fidèles du Roi de France utilisaient les marnières comme des cachettes, des réseaux de souterrains ou pour y jeter les corps des Bleus. 
Voici ce qu'en dit l'abbé Heulant dans " Les derniers Chouans " : « Les échos de ce que je dis doivent retentir là-dedans... la marnière, monsieur : un cimetière de haine. Dans ces temps on ne tirait plus, le loisir en manquait, mais on fit le contraire ! Le pays n'est qu'un réseau de conduits. Vous connaissez assurément le dit-on : « Dans l'Ouche plus de routes dessous encore que dessus ». »